# 招来
| ウィキペディアには「招来」という見出しの百科事典記事はありません（タイトルに「招来」を含むページの一覧/「招来」で始まるページの一覧）。 代わりにウィクショナリーのページ「招来」が役に立つかもしれません。 |